# Tiankoura
Ne doit pas être confondu avec Tankoura.
Cet article concerne le village chef-lieu. Pour le département et la commune rurale, voir Tiankoura (département).
Tiankoura est un village du département et la commune rurale de Tiankoura, dont il est le chef-lieu, situé dans la province de la Bougouriba et la région du Sud-Ouest) au Burkina Faso.

## Géographie

### Démographie
- En 2006, le village comptait 505 habitants recensés, dont 51 % de femmes[1].